# Theotima jeanneli
Theotima jeanneli là một loài nhện trong họ Ochyroceratidae. Loài này phân bố ở Angola.